# Ercuis
Ercuis is een gemeente in het Franse departement Oise (regio Hauts-de-France). De plaats maakt deel uit van het arrondissement Senlis. Ercuis telde op 1 januari 2022 1.626 inwoners.

## Geografie
De oppervlakte van Ercuis bedroeg op 1 januari 2022 4,38 vierkante kilometer; de bevolkingsdichtheid was toen 371,2 inwoners per km².

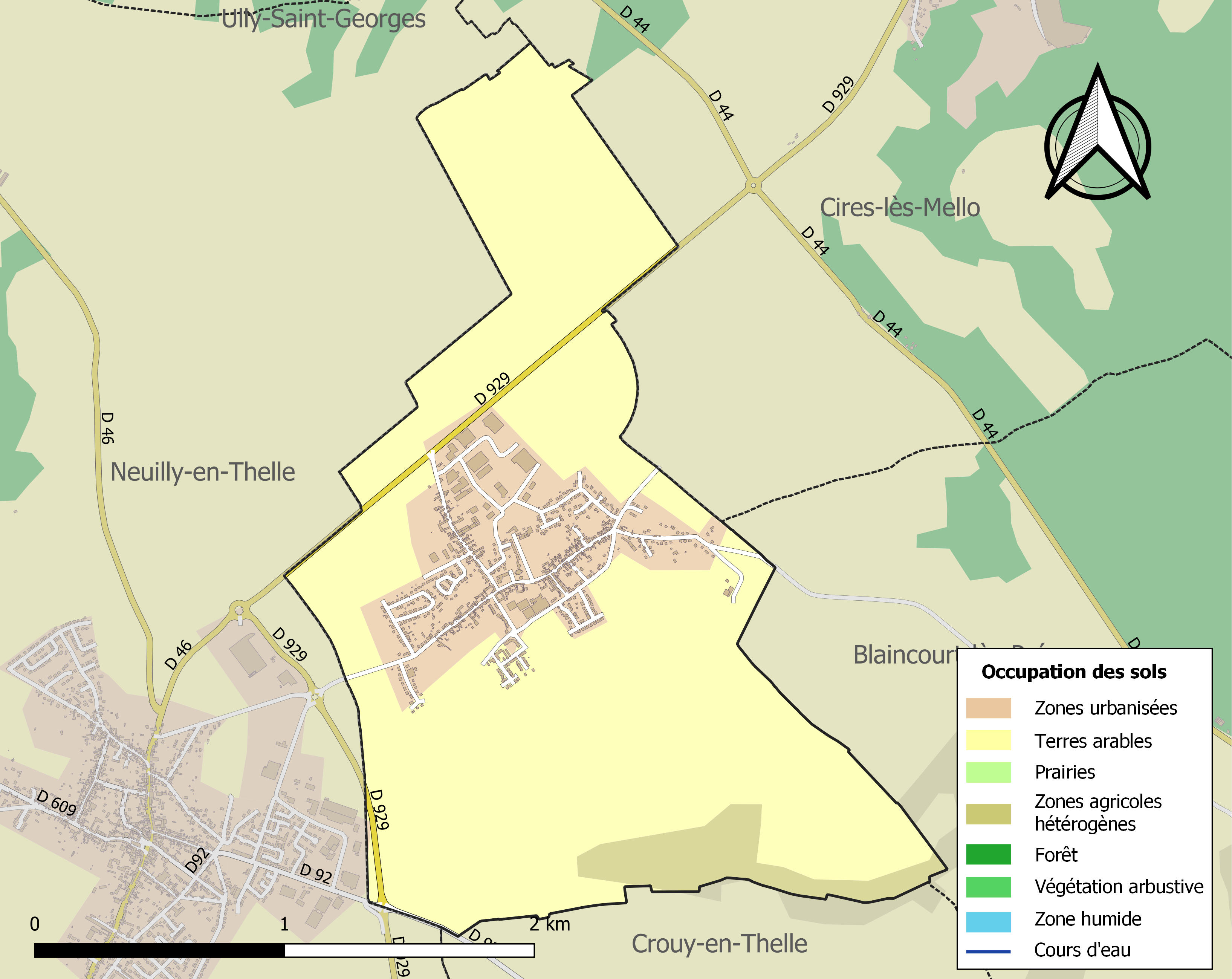
Kaart van de gemeente met belangrijkste infrastructuur, bodemgebruik en omliggende gemeenten

## Demografie
Onderstaande figuur toont het verloop van het inwonertal (bron: INSEE-tellingen).